# Павлівська ГЕС
Павлівська ГЕС — гідроелектростанція у Башкортостані. Використовує ресурс із річки Уфа (через Білу, Каму та Волгу відносится до басейну Каспійського моря).
У межах проєкту річку перекрили земляною греблею висотою 43 метри та довжиною 629 метрів, яка утримує водосховище з площею поверхні 115,9 км2 та об'ємом 1,4 млрд м3 (корисний об'єм 0,9 млрд м3), У якому припустиме коливання рівня в операційному режимі між позначками 128,5 та 140 метрів НРМ (під час повені до 142 метрів НРМ).
Інтегрований у греблю машинний зал обладнали чотирма турбінами типу Каплан потужністю по 41,6 МВт, які використовують напір у 22 метри та забезпечують виробництво 590 млн кВт·год електроенергії на рік.
Видача продукції відбувається по ЛЕП, розрахованим на роботу під напругою 110 кВ та 35 кВ.